# Анаткасы (Красноармейский район)
Анаткасы́ (чув. Анаткас) — деревня в Красноармейском муниципальном округе Чувашской Республики.

## География
Находится в северной части Чувашии, на расстоянии приблизительно 13 км на запад-северо-запад по прямой от районного центра села Красноармейское.

## История
Известна с 1859 года, когда в ней было 47 дворов и 230 жителей. В 1906 году было учтено 75 дворов, 367 жителей, в 1926 — 97 дворов, 426 жителей, в 1939—417 жителей, в 1979—261 человек. В 2002 году было 72 двора, в 2010 — 53 домохозяйства. В 1929 образован колхоз «Молотов». До 2021 года входила в состав Большешатьминского сельского поселения до его упразднения.

## Население
Постоянное население составляло 178 человека (чуваши 99 %) в 2002 году, 142 в 2010.